# Taouila
Taouila è un comune dell'Algeria, situato nella provincia di Laghouat.